# رودريغو فاسكونسيولس اوليفيرا
رودريغو فاسكونسيولس اوليفيرا (بالبرتغالية: Rodrigo Vasconcelos Oliveira‏) (11 فبراير 1994 بإتويوتابا في البرازيل - ) هو لاعب كرة قدم برازيلي في مركز الوسط. لعب مع نادي بالميراس ونادي سبورت ريسيفه ونادي غوياس وAssociação Atlética Aparecidense ‏.

## وصلات خارجية
- رودريغو فاسكونسيولس اوليفيرا على موقع قاعدة بيانات كرة القدم.إي يو (الإنجليزية)
- رودريغو فاسكونسيولس اوليفيرا على موقع Soccerway.com (الإنجليزية)